# Karin Herrera
Karin Larissa Herrera Aguilar (ur. 25 lipca 1968 w Gwatemali) – gwatemalska socjolog, biolog, chemik i polityk, wiceprezydent Gwatemali od 14 stycznia 2024.

## Życiorys

### Młodość
Urodziła się w stołecznym mieście Gwatemala. Pochodzi z należącej do klasy średniej rodziny o konserwatywnych poglądach politycznych. Jej ojciec, Adalberto Herrera, był sędzią. Matka podziwiała prawicowego dyktatora José Efraína Ríos Montta. Jej poglądy uległy wszelako z czasem zmianie, głównie pod wpływem informacji o dokonywanych na polecenie rządu wojskowego masakrach rdzennych mieszkańców Gwatemali.
Herrera dorastała w okresie poważnych zawirowań politycznych oraz wojny domowej. Wpłynęło to na jej postawę w dorosłym życiu. Stroniła chociażby od jakiejkolwiek działalności w strukturach wysoce upolitycznionych organizacji studenckich.

### Edukacja
Studiowała biologię na Universidad de San Carlos de Guatemala. Uzyskała magisterium z zakresu nauk o środowisku na Universidad del Valle de Guatemala. Obroniła doktorat z zakresu nauk politycznych i socjologii na Uniwersytecie Papieskim w Salamance. Związała się zawodowo ze środowiskiem akademickim, wykładając przez przeszło 30 lat na kilku uniwersytetach. 

### Działalność
Włączyła się w działalność organizacji samorządu uczelnianego i zawodowego. Była między innymi rzeczniczką prasową oraz przewodniczącą Asociación de Químicos y Biólogos de Guatemala, a także zastępcą przewodniczącego Colegio de Farmacéuticos y Químicos de Guatemala.
Zaangażowała się w życie polityczne w ramach centrolewicowego Movimiento Semilla. Ruch ten swymi początkami sięga protestów przeciwko rządowi prezydenta Otto Péreza z 2015. Wystartowała w wyborach prezydenckich w 2023, startując u boku Bernarda Arévalo, jako jego kandydatka na wiceprezydenta. 20 sierpnia 2023 zwyciężyła w drugiej turze, zdobywając blisko 59 procent oddanych głosów. Jest drugą kobietą w historii Gwatemali wybraną na urząd wiceprezydenta. Wraz z Arévalo znajduje się wśród zwycięzców wyborów prezydenckich z największym poparciem społecznym we współczesnej historii kraju, przynajmniej od przywrócenia systemu demokratycznego w 1985. Urząd wiceprezydenta objęła 14 stycznia 2024 roku.